# Barthélemy Tremblay
Barthélemy Tremblay né à Louvres-en-Parisis vers 1568 et mort en 1629 à Paris est un sculpteur français.

## Biographie
Actif durant les règnes de Henri IV — dont il réalisa la statue en pied visible au château de Pau — et de Louis XIII, il travailla à Fontainebleau et au Louvre.
Il s'est marié le 10 mai 1596 à Saint-Pierre d'Avon, près de Fontainebleau, avec Jeanne Dubreuil (morte en 1620), sœur du peintre du roi Toussaint Dubreuil.
Il réalisa notamment le tombeau du peintre Martin Fréminet (mort en 1619), enterré à l'abbaye cistercienne de Barbeau. Le contrat pour l'exécution de cette œuvre date du 21 juin 1622. De ce monument, seul un buste du défunt subsiste, acquis par Alexandre Lenoir en 1806 pour le musée des Monuments français à Paris, et aujourd'hui conservé au musée du Louvre. Fréminet y est représenté en gentilhomme, portant la chaîne de l'ordre de Saint-Michel.
Il réalisa aussi le tombeau du maréchal Alphonse d'Ornano (1548-1610), gouverneur de Guyenne et maire de Bordeaux, enterré à Bordeaux dans le couvent de la Merci. Sa statue, le représentant en orant avec le manteau et le collier de l'Ordre du Saint-Esprit est conservée au musée d'Aquitaine à Bordeaux.
Il meurt à Paris, dans sa maison de la rue des Vieux Augustins le 13 août 1629 et est inhumé dans l'église Saint-Eustache. Son cénotaphe, dessiné par son gendre, le sculpteur Germain Gissey, était fixé au 49e pilier contre le mur du fond de la nef.

Œuvres de Barthélemy Tremblay
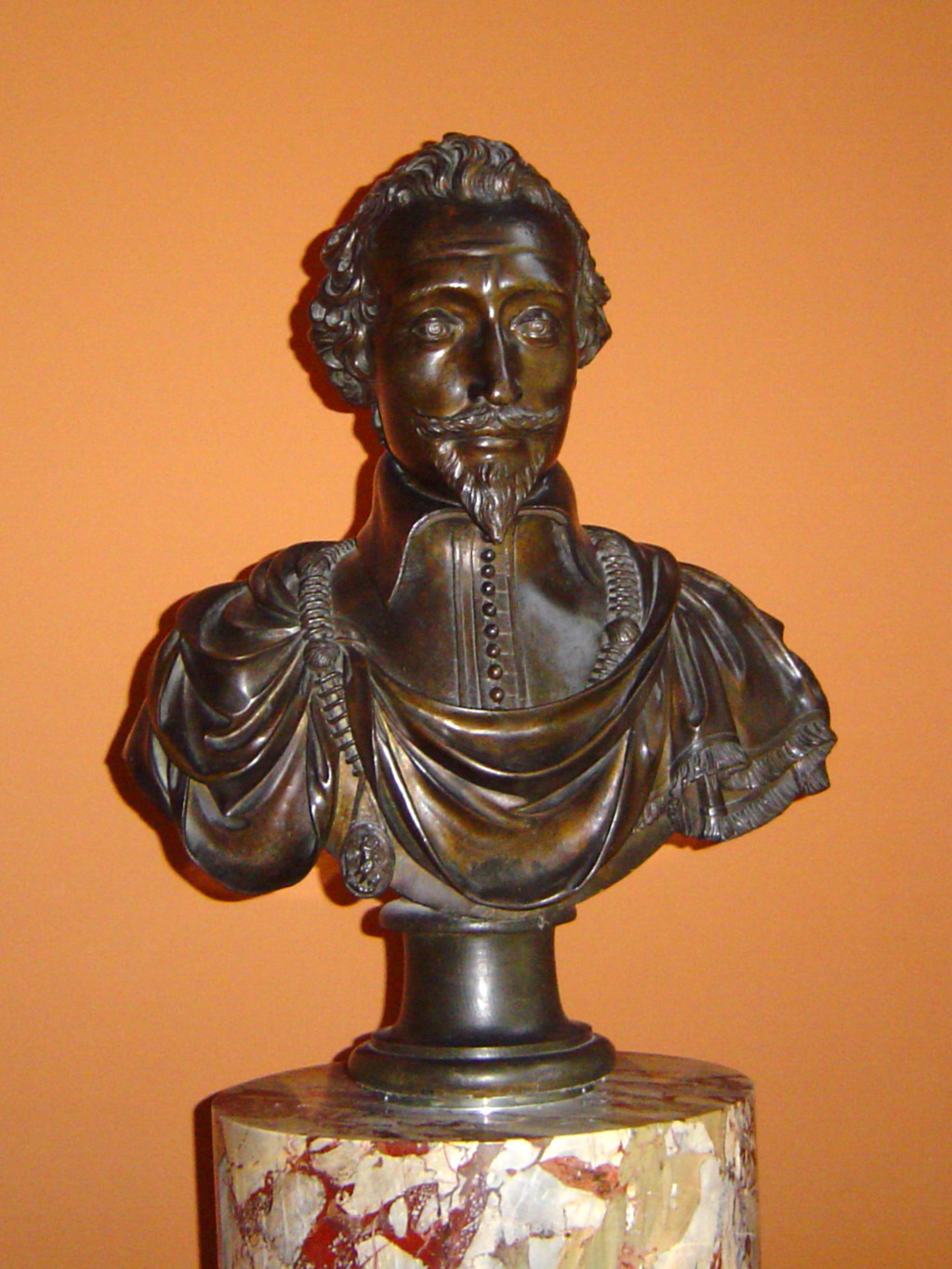
Martin Fréminet, peintre du roi (vers 1620), Paris, musée du Louvre.
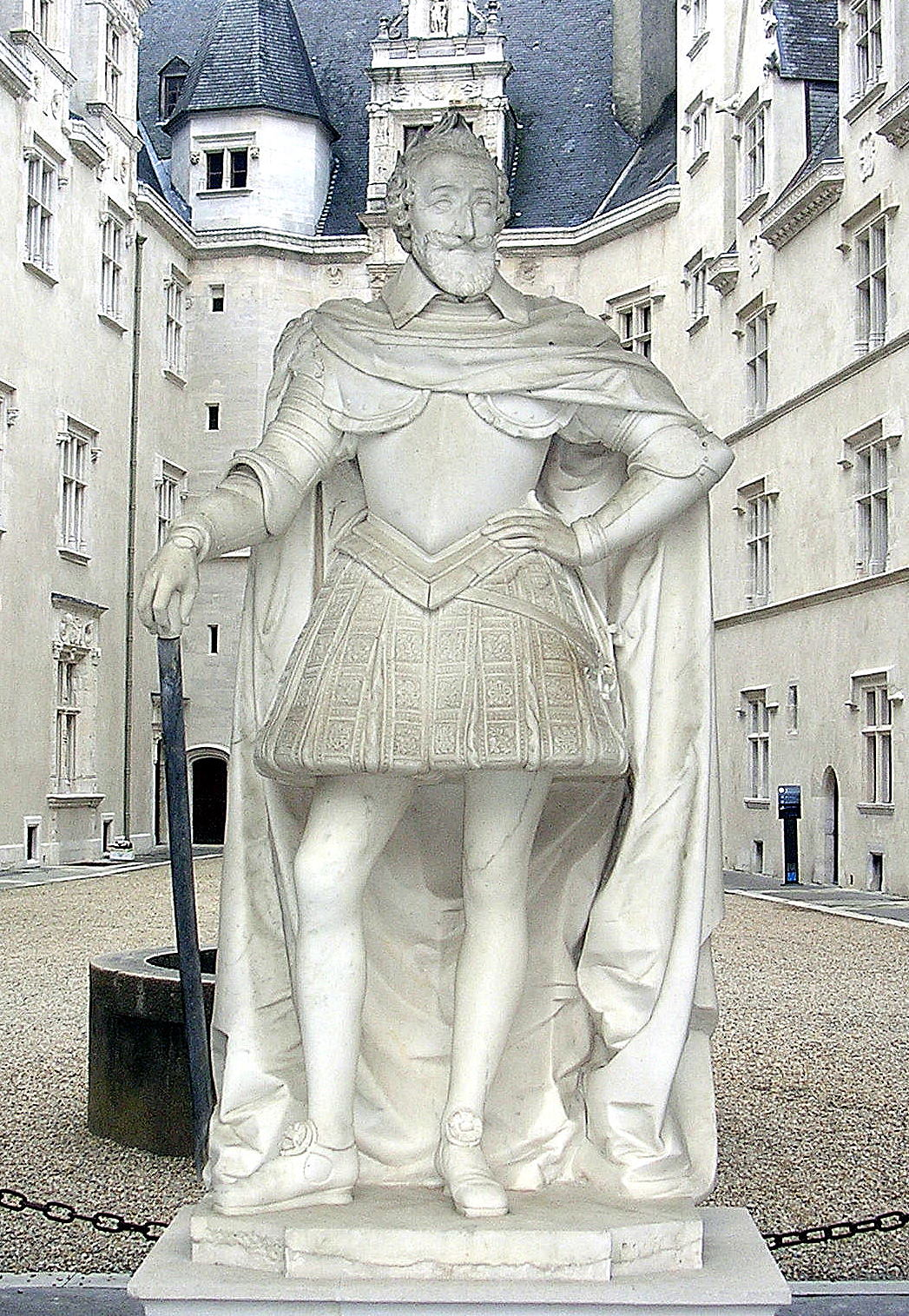
Henri IV en pied (1639), château de Pau.